# 台湾茶藨子
台湾茶藨子（学名：Ribes formosanum Hayata）为虎耳草目茶藨子科茶藨子属下的一个种。

## 扩展阅读
維基物種上的相關：台湾茶藨子